# Текстор, Иоганн Вольфганг
Иоганн Вольфганг Текстор (нем. Johann Wolfgang Textor; 11 декабря 1693, Франкфурт-на-Майне — 6 февраля 1771, Франкфурт-на-Майне) — немецкий политик и мэр имперского города Франкфурта-на-Майне, дед знаменитого поэта Иоганна Вольфганга фон Гёте по материнской линии.

## Биография
Иоганн Вольфганг Текстор родился 11 декабря 1693 года в семье франкфуртского юриста Кристофа Генриха Текстора (1666—1716) и его жены Марии Катарины Текстор, урожденной Аппель (1665—1741), дочери гражданина Франкфурта-на-Майне Иоганна Николауса Аппеля (1627—1702) и его жены Анны Марии Аппель, урождённой Вальтер (1633—1713). Его дедом по отцовской линии был юрист и архивист Иоганн Вольфганг Текстор-старший (1638—1701), приехавший в Вольный имперский город Франкфурт в 1691 году в качестве городского советника.
У Иоганна Вольфганга Текстора было две сестры и брат: Регина Юлиана Текстор (1699—1700), Анна Мария Текстор (1701—1766) и Иоганн Николаус Текстор (1703—1765).
Иоганн Вольфганг Текстор посещал муниципальную среднюю школу с 1702 года и первоначально изучал право в Альтдорфском университете, где его дедушка много лет был профессором. В 1721 году он устроился адвокатом при Императорском палатном суде в Вецларе и получил докторскую степень в Гиссене. 2 февраля 1726 года Текстор женился на Анне Маргарете Линдхаймер (1711—1783), дочери прокурора Франкфуртского палатного суда Корнелиуса Линдхаймера (1671—1722) и его жены Элизабет Катарины Линдхаймер, урожденной Сейп (1680—1759).
16 декабря 1727 года он был избран во Франкфуртский совет, хотя на тот момент еще не имел франкфуртского гражданства. Это привело к протестам буржуазной фракции во Франкфуртском совете и положило начало последующим спорам о личности Текстора. В 1731 году он стал народным заседателем. В 1738, 1741 и 1743 годах он несколько раз избирался старшим мэром Франкфурта. Он во многом отличился, как олдермен и мэр, прежде чем 10 августа 1747 года ему была доверена должность пожизненного городского головы и он приобрел титул реального императорского советника. Император Карл VII также предложил ему дворянство, но Текстор отказался от этого на том основании, что это затруднит ему женитьбу на своих дочерях. Дворянство могло помешать простолюдинам, а его «низкое богатство» могло помешать дворянам просить руки одной из своих дочерей.
Будучи мэром города, он занимал высшую и наиболее уважаемую должность в судебной системе города. В то же время его считали искусным дипломатом, религиозно толерантным протестантом и представителем австрийской и антипрусской фракции в совете. Его имидж в общественном мнении был противоречивым. Резкое суждение высказал уважаемый современник Иоганн Христиан Зенкенберг, который вместе со своим братом Иоганном Эразмом фон Зенкенбергом был одним из самых резких критиков Текстора. В своем дневнике он охарактеризовал его как коррумпированного, тщеславного и потворствующего своим желаниям. Его даже обвинили в том, что он предал город французской армии, которая была союзницей императора, во время Семилетней войны в январе 1759 года, тем самым допустив его военную оккупацию. Конфликт между «австрийцами» и «фрицами» в городском обществе привел также к расколу с его зятем Иоганном Каспаром Гёте, принадлежавшим к меньшинству сторонников Пруссии. В апреле 1760 года между ними произошла физическая ссора на церемонии крещения из-за обвинений в измене. Текстор бросил нож в своего зятя, который, в свою очередь, обнажил меч. Священнику удалось с трудом отделить противников друг от друга.
Иоганн Вольфганг фон Гёте изобразил в сочинении Поэзия и правда иной образ деда. Он характеризует его как спокойного, никогда не сердящегося человека в старомодной одежде, не допускающего никаких перемен в своем окружении и образе жизни. Свободное время он проводит в своем саду, где выращивает персики и гвоздики.
Гёте поэтично и правдиво описывает поместье своих бабушки и дедушки, похожее на замок, с большими зубчатыми воротами, узким входом во внутренний двор и решеткой персиковых деревьев на южной стороне сада. Дом располагался на Фридбергер-Гассе в северо-восточном Нойштадте, в то время малонаселенном районе по сравнению со старым городом, где в основном размещались постоялые дворы и конюшни возчиков, живших во Франкфурте. Отец Текстора унаследовал поместье от своих родственников и построил его на нём в 1714 году.
Иоганн Вольфганг Текстор перенёс инсульт в августе 1768 года, от которого так и не оправился. В июне 1770 года он ушёл с поста мэра из-за продолжающейся инвалидности и умер 6 февраля 1771 года.
Дом Тексторов с большим садом был повреждён в 1796 году, когда Франкфурт подвёргся бомбардировке французскими войсками. Окончательно он был заложен в мае 1863 года. Сегодня на этом месте расположен Гранд-отель ArabellaSheraton.
Именем Текстора названы улица и школа в районе Заксенхаузен во Франкфурте.

## Семья
В браке Иоганн Вольфганг Текстор и Анна Маргарета Линдхаймер имели 9 детей, пятеро из которых выжили:
- Катарина Элизабет Текстор (1731—1808) — в 1748 году вышла замуж за императорского советника Иоганна Каспара Гёте (1710—1782), имела шестерых детей, среди которых был Иоганн Вольфганг фон Гёте:
  - Иоганн Вольфганг фон Гёте (1749—1832) — поэт, драматург, романист, учёный-энциклопедист, государственный деятель, театральный режиссёр и критик, в 1806 году женился на Кристиане Вульпиус (1765—1816), дочери архивиста и регистратора Иоганна Фридриха Вульпиуса (1725—1786), от которой имел пятерых детей, среди которых был Август фон Гёте (1789—1830) и четверо из которых умерли во младенчестве, среди его внуков были композитор Вальтер Вольфганг фон Гёте (1818—1885), Вольфганг Максимилиан фон Гёте[нем.] (1820—1883) и Альма фон Гёте (1827—1844).
  - Корнелия Шлоссер (1750—1777), в 1773 году вышла замуж за писателя Иоганна Георга Шлоссера (1739—1799), имела двух дочерей, среди которых была Мария Анна Луиза Шлоссер (1774—1811), вышедшая замуж за министерского чиновника Георга Генриха Людвига Николовиуса[нем.] (1767—1839), среди её внуков был правовед, преподаватель в университете и писатель Альфред Георг Николовиус (1806—1890).
  - Герман Якоб Гёте (1752—1759)
  - Катарина Элизабет Гёте (1754—1756)
  - Иоганна Мария Гёте (1757—1759)
  - Георг Адольф Гёте (1760—1761)
- Иоганна Мария Текстор[нем.] (1734—1823) — в 1751 году вышла замуж за франкфуртского купца Георга Адольфа Мельбера (1725—1780), и от этого брака имела 11 детей:
  - Иоганн Вольфганг Мельбер (1752—1805)
  - Георг Кристоф Мельбер (1753—1802)
  - Катарина Элизабет Мельбер (1755—1755)
  - Иоганна Мария Мельбер (1756—1837)
  - Фридрих Кристиан Мельбер (1758—1761)
  - Катарина Элизабет Мельбер (1761—1767)
  - Фридрих Карл Стефан Мельбер (1764—1765)
  - Анна Кристина Мельбер (1766—1830) — в 1787 году вышла замуж за Кристиана Пауля Каттера (1760—1815)
  - Фридрих Карл Стефан Мельбер (род. 1768)
  - Марианна Маргарета Мельбер (1772—1797) — в 1792 году вышла замуж за врача Иоганна Георга Нойбурга[нем.] (1757—1830), у них было трое детей, в том числе политик Иоганн Георг Нойбург[нем.] (1795—1866), и дочь Иоганна Мария Нойбург (1794—1848), вышедшая замуж за архитектора Иоганна Фридриха Кристиана Гесса[нем.] (1785—1845).
  - Иоганн Георг Давид Мельбер (1773—1824) — в 1815 году женился на Сабине Каролине Бак (1793—1855), имел одного ребёнка.
- Анна Мария Текстор (1738—1794) — вышла замуж за пастора церкви Святой Екатерины Иоганна Якоба Старка (1730—1796) и сына лютеранского богослова Иоганна Фридриха Старка[нем.] (1680—1756), имела шестерых детей:
  - Анна Фридерика Маргарета Старк (1757—1757)
  - Маргарета Катарина Розина Старк (1758—1821) — вышла замуж за Иоганна Фридриха Гофмана (1749—1807)
  - Иоганн Вольфганг Старк (1760—1835) — в 1794 году женился на Оттилии Фрич (1768—1850)
  - Катарина Элизабет Старк (1761—1762)
  - Георг Адольф Старк (1762—1804) — в 1798 году женился на Анне Марии Петше (1769—1806)
  - Готфрид Вильгельм Старк (1764—1830) — в 1792 году женился на Кристине Евфросинии Мец (1722—1796), после смерти первой жены женился на Франциске Марии Софии Грауэль (1780—1847)
- Иоганн Йост Текстор[нем.] (1739—1792) — единственный сын, стал юристом, политиком, олдерменом и мэром имперского города Франкфурта-на-Майне. 17 февраля 1766 года женился на Марии Маргарете Мёллер (1750—1798), от которой у него было пятеро сыновей:
  - Иоганн Вольфганг Текстор (1767—1831) — олдермен в 1816—1831 годах, член Внутреннего совета в 1817—1820 годах, член Законодательного собрания Вольного города Франкфурта в 1820—1825 годах.
  - Иоганн Каспар Текстор (род. 1768)
  - Георг Адольф Текстор (род. 1771)
  - Фридрих Карл Людвиг Текстор[нем.] (1775—1851) — юрист и писатель, в 1805 году женился Фридерике Софии Гесс (ум. 1815), от которой у него было четверо детей, в том числе юрист и политик Вильгельм Карл Фридрих Текстор[нем.] (1806—1882).
  - Иоганн Давид Текстор (род. 1780)
- Анна Кристина Текстор (1743—1809) — вышла замуж за полковника и городского коменданта Георга Генриха Корнелиуса Шулера (1730—1810), имела пятерых детей:
  - Анна Маргарета Шулер (1768—1841)
  - Иоганн Йост Шулер (1769—1838) — в 1792 году женился на Анне Маргарете Энгель (1763—1811)
  - Вольфганг Генрих Фердинанд Шулер (1770—1828) — в 1804 году женился на Маргарете Элизабет Раушер (1780—1850)
  - Иоганн Каспар Шулер (1779—1815) — в 1799 году женился на Марии Анне Эдель (1776—1810)
  - Иоганн Якоб Фердинанд Шулер (1781—1781)

Ещё трое сыновей и дочь умерли во младенчестве.
Одна из старших сестёр его жены Анны Маргареты — Хелена Катарина Сюзанна Линдхаймер (1699—1787) была дважды замужем, в первом браке она была замужем за Альбертом Люткенсом (ок. 1694—1719), а после смерти своего первого мужа в 1719 году вновь вышла замуж за Генриха Давида Иммануила Готхарда фон Шулера (1684—1750).
У его жены Анны Маргареты была ещё одна старшая сестра Катарина Сибилла Линдхаймер (1702—1776), которая вышла замуж за писателя и государственного деятеля Иоганна Михаэля фон Лоэна (1694—1776), и среди её детей был барон и гофмаршал Иоганн Йост фон Лоэн (1737—1803), который был женат на немецкой принцессе из дома Асканиев Генриетте Екатерине Ангальт-Дессауской и был отцом барона Фридриха фон Лоэна (1787—1868).